# Anneliese Peschlow
Anneliese Peschlow, auch Anneliese Peschlow-Bindokat, geborene Anneliese Bindokat (* 8. Dezember 1940 in Düsseldorf) ist eine deutsche Klassische Archäologin. Ihre wichtigsten Forschungen führte sie im Latmos-Gebirge in der Südwesttürkei durch; insbesondere gehörten die archäologischen Überreste von Herakleia am Latmos zu ihrem Forschungsgebiet.

## Leben
Anneliese Peschlow wurde 1970 an der Universität Mainz bei Frank Brommer mit einer Arbeit zum Thema Demeter und Persephone in der attischen Kunst des sechsten bis vierten Jahrhunderts promoviert. Ihr wissenschaftlicher Werdegang führte sie 1981 im Rang einer Wissenschaftlichen Oberrätin an die Zentrale des Deutschen Archäologischen Instituts in Berlin, wo sie ab 1987 die Bibliothek leitete. 2005 trat sie in den Ruhestand.
Ausgrabungen führten Peschlow nach Milet, wo das Deutsche Archäologische Institut seit langem Ausgrabungen durchführt. Besondere Verdienste erwarb sie sich aber vor allem um die Erforschung von Herakleia am Latmos und des Latmos-Gebirges im südwestlichen Kleinasien. Sie untersuchte bei Feldforschungen die Felsmalereien im Latmos-Gebirge sowie die Siedlungen von der Frühzeit der menschlichen Entwicklung bis in die byzantinische Zeit.
Peschlow ist korrespondierendes Mitglied des Deutschen Archäologischen Instituts.
Sie war mit dem Christlichen Archäologen Urs Peschlow verheiratet.

## Schriften (Auswahl)
- Demeter und Persephone in der attischen Kunst des sechsten bis vierten Jahrhunderts. In: Jahrbuch des Deutschen Archäologischen Instituts 87 (1972) S. 60–157
- Die Steinbrüche von Selinunt. Die Cave di Cusa und die Cave di Barone. von Zabern, Mainz 1990, ISBN 3-8053-1084-6.
- Der Latmos. Eine unbekannte Gebirgslandschaft an der türkischen Westküste. von Zabern, Mainz 1996 (Zaberns Bildbände zur Archäologie/Sonderhefte der Antiken Welt), ISBN 3-8053-1994-0.
- Frühe Menschenbilder. Die prähistorischen Felsmalereien des Latmos-Gebirges (Westtürkei). von Zabern, Mainz 2003, ISBN 3-8053-3001-4.
- Feldforschungen im Latmos 6: Die karische Stadt Latmos (= Milet Bd. 3, 6). de Gruyter, Berlin und New York 2005, ISBN 3-11-018238-6.
- Herakleia am Latmos. Stadt und Umgebung; eine karische Gebirgslandschaft. Homer Kitabevi, Istanbul 2005, ISBN 975-8293-72-9